# Соник X
„Соник X“ (на японски: ソニックX; на английски: Sonic X) е японски аниме сериал, базиран на поредицата видеоигри „Таралежът Соник“ и режисиран от Хаджиме Канегаки. Първите 52 епизода се излъчват по „ТВ Токио“ от април 2003 г. до март 2004 г. Следващите 26 епизода се излъчват в Северна Америка, Европа и Средния изток от 2005 г. до 2006 г. Американската локализация и излъчването са собственост на 4Kids Entertainment, който го монтира със създаването на нова музика.

## В България
В България сериалът започва излъчване по bTV през 2005 г. с разписание всеки делничен ден от 15:30 ч.
Издава се на DVD от „Прооптики България“ в 3 диска.